# مهمات الحبال الفضائية

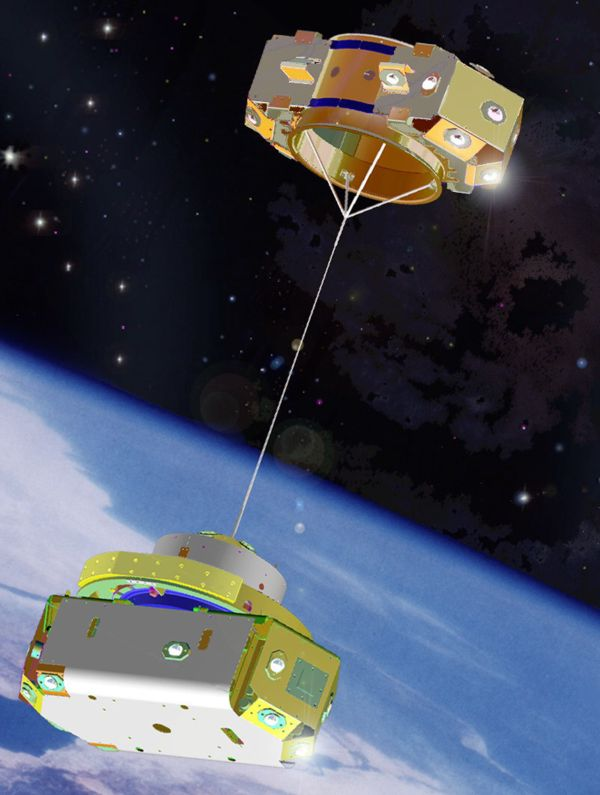
الحبال الفضائية خلال المهمات الفضائية

تم نشر العديد من الحبال الفضائية خلال المهمات الفضائية. يمكن استخدام الأقمار الصناعية المربوطة بالحبال لأغراض مختلفة بما في ذلك الأبحاث المتعلقة بالدفع بالحبال الفضائية والتثبيت المدّي وديناميكيات البلازما المدارية.
حققت المهمات درجات متفاوتة من النجاح، وحقق عدد قليل فقد ناجحًا كبيرًا.

## نظرة عامة
تتكون الأقمار الصناعية المربوطة بالحبال من ثلاثة أجزاء: القمر الصناعي الأساسي والحبل الفضائي والقمر الصناعي الفرعي. يحتوي القمر الصناعي الأساسي على القمر الصناعي الفرعي والحبل قبل نشرهما. في بعض الأحيان يكون القمر الصناعي الأساسي قمرًا أساسيًا آخر، وفي أحيان أخرى يمكن أن يكون مركبة فضائية أو محطة فضائية أو القمر. الحبل الفضائي هو ما يُبقي القمرين الصناعيين متصلين. يُطلق القمر الصناعي الفرعي من القمر الصناعي الأساسي باستخدام نظام طرد نبضي أو قوة طرد مركزي أو تأثيرات تدرج الجاذبية.
يمكن نشر الحبال لتحقيق مجموعة متنوعة من التطبيقات، بما في ذلك الدفع الكهروديناميكي وتبادل الزخم والجاذبية الاصطناعية ونشر أجهزة الاستشعار أو الهوائيات وما إلى ذلك. بعد نشر الحبل، يمكن إجراء مرحلة محافظة على المدار (خاصةً إذا كانت الحالة المستهدفة هي نظام عمودي)، ويمكن في بعض الأحيان سحب الحبل، إذا كان نظام النشر يسمح بذلك.
تحتاج مرحلة المحافظة على المدار ومرحلة السحب إلى تحكم نشط للمحافظة على استقرار النظام، خاصةً عند أخذ تأثيرات الغلاف الجوي بعين الاعتبار. عند عدم الاستعانة بافتراضات مبسطة، تصبح الديناميكيات صعبة للغاية لأنها تجري وفق مجموعة من معادلات تفاضلية عادية وجزئية غير مستقلة وغير خطية ومزدوجة. تؤدي هذه الشروط إلى العديد من المشاكل الديناميكية التي يجب مراعاتها:
- ديناميكيات الجسم الجامد ثلاثية الأبعاد (حركة اهتزازية) للمحطة والقمر الصناعي الفرعي
- الحركة التأرجحية داخل وخارج المستوى للحبل ذي الكتلة المحدودة
- إزاحة نقطة اتصال الحبل من مركز القمر الصناعي الأساسي بالإضافة إلى اختلافات الإزاحة القابلة للسيطرة
- الاهتزازات المستعرضة للحبل
- القوى الخارجية

## استخدام الحبال الفضائية في المهمات المأهولة

### جمناي 11
في عام 1966 خلال مهمة جمناي 11، نُشر حبل بطول 30 متر (98 قدم) تم المحافظة على استقراره عن طريق تدويره بتسارع 0.00015 جي.

### مهمات مكوك الفضاء تي إس إس

#### مهمة تي إس إس 1
اقُترح نظام القمر الصناعي المربوط (تي إس إس 1) من قبل وكالة ناسا ووكالة الفضاء الإيطالية (إيه إس آي) في أوائل سبعينات القرن العشرين من قبل ماريو غروسي، من مرصد سميثسونيان للفيزياء الفلكية، وجوزيبي كولومبو، من جامعة بادوا. كان مشروعًا مشتركًا بين ناسا ووكالة الفضاء الإيطالية، وأطلِق في عام 1992، خلال مهمة إس تي إس 46 على متن مكوك أتلانتيس الفضائي بين 31 يوليو و8 أغسطس.
كانت أهداف مهمة تي إس إس 1 هي التحقق من مفهوم استخدام الحبل لتثبيت تدرج الجاذبية، وتوفير مرفق بحثي لدراسة فيزياء الفضاء والديناميكا الكهربائية للبلازما. كشفت هذه المهمة عن عدة جوانب حول ديناميكيات النظام المربوط، على الرغم من أن القمر الصناعي لم يُنشر بالكامل. علق الحبل بعد أن امتد مسافة 78 مترًا. بعد حل هذه المشكلة، استمرت عملية نشر الحبل حتى 256 مترًا (840 قدمًا) قبل أن يعلق مرةً أخرى، وحينها تم إنهاء المحاولة (كان إجمالي الطول المقترح هو 20000 متر (66000 قدم)). أدى برغي بارز، بسبب تعديل متأخر لنظام النشر، إلى تعليق آلية النشر ومنع الحبل من الامتداد بالكامل. على الرغم من هذه المشكلة، أثبتت النتائج المفهوم الأساسي لحبال تثبيت تدرج الجاذبية الطويلة. كما حلت العديد من المشاكل المتعلقة بديناميكيات النشر القصيرة، وقللت من مخاوف السلامة، وأظهر بوضوح جدوى نشر الأقمار الصناعية لمسافات طويلة.
كان الجهد والتيار اللذان حُققا باستخدام الحبل القصير منخفضين جدًا لدرجة حالت دون تشغيل معظم التجارب. مع ذلك، أُجريت قياسات للجهد المنخفض، بالإضافة إلى تسجيل التغيرات في القوى والتيارات التي أنتجها الحبل. جُمعت معلومات جديدة عن التيار العائد على طول الحبل. أعيد إطلاق المهمة في عام 1996 تحت اسم تي إس إس 1 آر.

#### مهمة تي إس إس 1 آر
بعد أربع سنوات من مهمة تي إس إس 1، أُطلِق قمر تي إس إس 1 آر الصناعي في أواخر فبراير عام 1996 من مكوك كولومبيا الفضائي خلال مهمة إس تي إس 75. كان الهدف من مهمة تي إس إس 1 آر هو نشر حبل فضائي مسافة 20.7 كيلومتر (12.9 ميل) فوق المركبة المدارية والبقاء هناك لجمع البيانات. شملت مهمة تي إس إس 1 آر إجراء تجارب استكشافية عن البلازما الفضائية. أشارت التوقعات إلى أن حركة الحبل الطويل الموصل عبر الحقل المغناطيسي للأرض ستنتج قوة دافعة كهربائية ما سينتج تيارًا كهربائيًا داخل الحبل.
نُشر الحبل (على مدى خمس ساعات) حتى طول 19.7 كيلومتر (12.2 ميل) قبل أن ينقطع. يُعزى الانقطاع إلى حدوث تفريغ كهربائي عبر موضع مكسور في طبقة العزل.
على الرغم من توقف نشر الحبل قبل أن يمتد بالكامل، كان الامتداد الذي تم تحقيقه طويلًا بما يكفي للتحقق من العديد من التكهنات العلمية. تضمنت هذه النتائج قياسات القوة الدافعة الكهربائية الحركية وجهد القمر الصناعي والمركبة المدارية والتيار داخل الحبل والمقاومة المتغيرة في الحبل ووصف توزيعات الجسيمات المشحونة حول قمر صناعي كروي عالي الشحن والحقل الكهربائي المحيط. بالإضافة إلى ذلك، حُقق اكتشاف مهم يتعلق بالتيار المتجمع عند جهود كهربائية مختلفة على الكتلة الكروية في نهاية الحبل. تجاوزت التيارات المقاسة على الحبل تنبؤات النماذج العددية السابقة بما يصل إلى ثلاثة أضعاف. أُجريت تحسينات في نمذجة الشحن الإلكتروني للمكوك وكيفية تأثيره على تجمع التيار، وفي تفاعل الأجسام مع البلازما المحيطة، بالإضافة إلى إنتاج الطاقة الكهربائية.
اقتُرحت مهمة ثانية، تُسمى تي إس إس 2، لاستخدام مفهوم الحبل لإجراء تجارب في الغلاف الجوي العلوي، لكن المهمة لم تُطلق.